# Erling Olsen
Erling Heymann Olsen (18. april 1927 i København – 27. juni 2011) var en dansk politiker og professor i nationaløkonomi. Han var søn af historikeren Albert Olsen og kvindesagsforkæmperen Agnete Olsen og broder til rigsantikvar Olaf Olsen og bankdirektør Sverre Olsen.
Erling Olsen var medlem af Folketinget for Socialdemokraterne i 1964-1968, 1971-1973 og 1975-1998. Boligminister 1978-1982. Justitsminister 1993-1994 og Folketingets formand 1994-1998.

## Opvækst og uddannelse
Olsen voksede op i Århus og København. Under 2. verdenskrig måtte han flygte med sin familie til Sverige, fordi moderen var jøde. Efter krigen studerede Erling Olsen nationaløkonomi ved Københavns Universitet og blev cand.polit. i 1953 og dr.polit. i 1971.

## Karriere
Sideløbende med sin politiske karriere har Erling Olsen haft en lang række poster, især i universitetsverdenen. Han virkede i en årrække som professor i nationaløkonomi ved Københavns Universitet og RUC.
I 1970 blev han udpeget som RUC's første rektor med virkning fra 1972. I kølvandet på ungdomsoprøret udkæmpede Olsen mange slag med de mange marxistisk-inspirerede studenter og undervisere. Ved rektorvalget i 1973 tabte han afstemningen. Han er senere blevet rost for sin indsats for at skabe det nye universitetscenter og blev den 17. september 2010 udnævnt som æresdoktor ved RUC.
I forbindelse med dannelsen af SV-regeringen blev Olsen i 1978 boligminister og sad frem til Anker Jørgensens sidste regering afgik i 1982. Undervejs optrådte han som satirisk kritiker i Ekstra Bladet under pseudonymet Dr. Mefisto, hvor han gjorde grin med ministerkolleger og afslørede oplysninger fra fortrolige møder, som kun en minister kunne kende til. Anker Jørgensen valgte dog at lade ham fortsætte som minister, da det efter mange måneder kom frem, at ophavsmanden var Olsen.
Efter en længere periode i relativ ubemærkethed blev Erling Olsen af Poul Nyrup Rasmussen hentet ind som justitsminister i 1993 efter at Pia Gjellerup gik af kort efter regeringsdannelsen. Her huskes han især for diskussionerne om politiets optræden på Christiania og ved urolighederne på Nørrebro i forbindelse med folkeafstemningen om Edinburgh-aftalen.
Efter folketingsvalget i 1994 blev Erling Olsen formand for Folketinget og gennemførte her en større reform kaldet Olsen-planen, der skulle styrke Folketingets muligheder over for regeringen. Han genopstillede ikke til folketingsvalget i 1998.